# Trà Kiệu
Trà Kiệu tên một làng thuộc xã Duy Xuyên, thành phố Đà Nẵng là một địa danh lịch sử nằm cách trung tâm thành phố khoảng 38 km, gần thánh địa Mỹ Sơn. Trước năm 1975 nhiều người còn gọi tên Trà Kiệu là hòn Bửu Châu.

## Kinh đô Lâm Ấp
Trà Kiệu là nơi đặt kinh đô của vương quốc Lâm Ấp từ khoảng năm 605 đến năm 757, với tên gọi là Simhapura.

### Khởi nguyên
Theo sử nhà Hán thì vào năm 192 có thổ lãnh tên là Khu Liên, nổi lên chống trả lại triều đình giết huyện lệnh rồi được người Chiêm tôn làm vua đặt tên nước là Lâm Ấp. Sau này cháu ngoại là Phạm Hùng kế vị.
Năm 353 thứ sử Giao Châu đánh vua Lâm Ấp là Phạm Phật. Năm 420 Đỗ Tuệ Độ lại cất binh từ Giao Châu đánh Lâm Ấp bắt nước ấy quy hàng. Được ít lâu năm 433 vua Lâm Ấp là Phạm Dương Mại thấy nhà Tống nội chiến, phân tranh Nam Bắc bị suy yếu nhiều nên cất binh đánh phá hai huyện Nhật Nam & Cửu Chân. Vua Tống sai Đoàn Hòa Chí đánh trả, giết hại rất nhiều.
Từ năm 605 đời nhà Tùy hai bên giao chiến mãi đến năm Trinh Quan thời nhà Đường (đời Đường Thái Tông), thì sử ghi vua Lâm Ấp là Phạm Đầu Lê và con là Phạm Trấn Long đều mất. Con của bà cô là Chư Cát Địa lên ngôi đổi tên nước là "Hoàn Vương quốc".
Mãi đến năm Mậu Tý 808 nhà Đường phái Trương Chu kéo binh vào đánh Hoàn Vương quốc giết hại rất nhiều. Vua Hoàn Vương yếu thế nên phải rút lui vào phía nam, đổi tên nước là Chiêm thành. Kinh đô Chiêm có tên là Simhapura (Sư tử thành) xây dựng tráng lệ nằm trong tiểu vương quốc Amaravati là 1 tiểu vương quốc hùng mạnh nhất trong 5 tiểu Vương quốc Champa.
Đến đời vua Vijạya Cri (998 - 1009) thì vua Chiêm bỏ Simhapura dời vào Đồ Bàn. Cố đô cũ của người Chiêm nhập vào quốc thổ của người Việt đang tràn xuống phía nam trong cuộc Nam tiến. Simhapura được gọi là xứ Chiêm động. Mặc cho thời gian và thiên nhiên tàn phá Trà Kiệu chìm vào quên lãng.